# Natação nos Jogos Pan-Americanos de 2019 - 100 m peito masculino
As competições dos 100 metros peito masculino da natação nos Jogos Pan-Americanos de 2019 foram realizadas em 6 de agosto no Centro Aquático Nacional, em Lima, no Peru. 

## Calendário
Horário local (UTC-5).
| Data        | Horário | Fase          |
| ----------- | ------- | ------------- |
| 6 de agosto | 11:42   | Eliminatórias |
| 6 de agosto | 21:23   | Final B       |
| 6 de agosto | 21:23   | Final A       |

## Medalhistas
| Ouro   | BRA João Gomes Júnior |
| Prata  | USA Cody Miller       |
| Bronze | USA Kevin Cordes      |

## Recordes
Antes desta competição, os recordes mundiais e pan-americanos da prova eram os seguintes:
| Tipo                             | Atleta                  | Tempo | Local   | Data                |
| -------------------------------- | ----------------------- | ----- | ------- | ------------------- |
|                                  | GBR Adam Peaty          | 56s88 | Gwangju | 21 de julho de 2019 |
| Recorde dos Jogos Pan-Americanos | BRA Felipe França Silva | 59s21 | Toronto | 17 de julho de 2015 |

## Resultados

### Eliminatórias
A eliminatória foi realizada em 6 de agosto. 
| Pos. | Bateria | Raia | Nadador                | Nacionalidade                | Tempo   | Notas |
| ---- | ------- | ---- | ---------------------- | ---------------------------- | ------- | ----- |
| 1    | 3       | 4    | João Gomes Júnior      | BRA Brasil                   | 59.57   | QA    |
| 2    | 4       | 4    | Felipe Lima            | BRA Brasil                   | 59.91   | QA    |
| 3    | 4       | 5    | Cody Miller            | USA Estados Unidos           | 1:00.28 | QA    |
| 4    | 2       | 4    | Kevin Cordes           | USA Estados Unidos           | 1:00.58 | QA    |
| 5    | 3       | 5    | Jorge Murillo          | COL Colômbia                 | 1:01.03 | QA    |
| 6    | 2       | 5    | Miguel de Lara         | MEX México                   | 1:01.04 | QA    |
| 7    | 4       | 3    | Mauro Castillo Luna    | MEX México                   | 1:01.77 | QA    |
| 8    | 4       | 7    | Martin Melconian       | URU Uruguai                  | 1:01.89 | QA,   |
| 9    | 4       | 2    | Gabriel Morelli        | ARG Argentina                | 1:02.07 | QB    |
| 10   | 3       | 2    | James Dergousoff       | CAN Canadá                   | 1:02.17 | QB    |
| 11   | 2       | 3    | Carlos Mahecha         | COL Colômbia                 | 1:02.32 | QB    |
| 12   | 4       | 6    | Marco Guarente         | VEN Venezuela                | 1:02.38 | QB    |
| 13   | 3       | 3    | Carlos Claverie        | VEN Venezuela                | 1:02.67 | QB    |
| 14   | 2       | 2    | Josue Dominguez        | DOM República Dominicana     | 1:02.74 | QB    |
| 15   | 3       | 7    | Julio Horrego          | HON Honduras                 | 1:02.94 | QB,   |
| 16   | 3       | 6    | Édgar Crespo           | PAN Panamá                   | 1:02.95 | QB    |
| 17   | 2       | 7    | Adriel Sanes           | ISV Ilhas Virgens Americanas | 1:03.03 |       |
| 18   | 2       | 6    | Renato Prono           | PAR Paraguai                 | 1:03.08 |       |
| 19   | 3       | 1    | Johan Carrillo         | CUB Cuba                     | 1:04.10 |       |
| 20   | 4       | 1    | Santiago Cavanagh      | BOL Bolívia                  | 1:04.71 |       |
| 21   | 3       | 8    | Luis Weekes            | BAR Barbados                 | 1:05.65 |       |
| 22   | 4       | 8    | Giordano Gonzales      | PER Peru                     | 1:06.19 |       |
| 23   | 1       | 3    | José Gálvez Engels     | CHI Chile                    | 1:06.47 |       |
| 24   | 2       | 1    | Arnoldo Herrera        | CRC Costa Rica               | 1:07.11 |       |
| 25   | 1       | 4    | Alexandre Grand'Pierre | HAI Haiti                    | 1:07.32 |       |
| 26   | 2       | 8    | William Tyler Russell  | BAH Bahamas                  | 1:07.67 |       |
| 27   | 1       | 5    | Miguel Castillo Romero | PER Peru                     | 1:07.68 |       |

### Final B
A final B foi realizada em 6 de agosto. 
| Pos. | Raia | Nadador          | Nacionalidade            | Tempo   | Notas            |
| ---- | ---- | ---------------- | ------------------------ | ------- | ---------------- |
| 9    | 6    | Marco Guarente   | VEN Venezuela            | 1:01.59 |                  |
| 10   | 5    | James Dergousoff | CAN Canadá               | 1:02.00 |                  |
| 11   | 8    | Édgar Crespo     | PAN Panamá               | 1:02.31 |                  |
| 12   | 1    | Julio Horrego    | HON Honduras             | 1:02.37 | Recorde nacional |
| 13   | 4    | Gabriel Morelli  | ARG Argentina            | 1:02.52 |                  |
| 14   | 3    | Carlos Mahecha   | COL Colômbia             | 1:02.68 |                  |
| 15   | 2    | Carlos Claverie  | VEN Venezuela            | 1:02.98 |                  |
| 16   | 7    | Josue Dominguez  | DOM República Dominicana | 1:03.03 |                  |

### Final A
A final A foi realizada em 6 de agosto. 
| Pos.              | Raia | Nadador             | Nacionalidade      | Tempo   | Notas |
| ----------------- | ---- | ------------------- | ------------------ | ------- | ----- |
| Medalha de ouro   | 4    | João Gomes Júnior   | BRA Brasil         | 59.51   |       |
| Medalha de prata  | 3    | Cody Miller         | USA Estados Unidos | 59.57   |       |
| Medalha de bronze | 6    | Kevin Cordes        | USA Estados Unidos | 1:00.27 |       |
| 4                 | 5    | Felipe Lima         | BRA Brasil         | 1:00.36 |       |
| 5                 | 2    | Jorge Murillo       | COL Colômbia       | 1:00.91 |       |
| 6                 | 7    | Miguel de Lara      | MEX México         | 1:01.12 |       |
| 7                 | 1    | Mauro Castillo Luna | MEX México         | 1:01.15 |       |
| 8                 | 8    | Martin Melconian    | URU Uruguai        | 1:02.09 |       |

Legenda
| Recorde mundial                  | Recorde mundial (World record)               |                       | Recorde africano                      | Recorde africano (African) |                                           | Q | Classificado por posição (Qualified) |
| Recorde dos Jogos Pan-Americanos | Recorde pan-americano (Pan-American record)  | Recorde da América    | Recorde da América (Americas)         | q                          | Classificado por melhor tempo (Qualified) |   |                                      |
| Melhor marca do ano              | Melhor marca do ano (World leading)          | Recorde asiático      | Recorde asiático (Asian)              | DNS                        | Não largou (Did not start)                |   |                                      |
| Recorde nacional                 | Recorde nacional (National record)           | Recorde europeu       | Recorde europeu (European)            | DNF                        | Não terminou (Did not finish)             |   |                                      |
| Recorde pessoal                  | Recorde pessoal do atleta (Personal best)    | Recorde da Oceania    | Recorde da Oceania (Oceania)          | DSQ / DQ                   | Desclassificado (Disqualified)            |   |                                      |
| Recorde da temporada             | Recorde da temporada do atleta (Season best) | Recorde sul-americano | Recorde sul-americano (South America) | NM                         | Sem marca (No mark)                       |   |                                      |